# Constitution de la Côte d'Ivoire

le drapeau ivoirien.

La Côte d'Ivoire a eu au cours de son histoire plusieurs textes constitutionnels, dont le but était, en vertu de la théorie de la hiérarchie des normes, de constituer la loi fondamentale, celle qui a autorité sur tous les autres textes de lois du pays. Les diverses constitutions ivoiriennes ont organisé les institutions de la Côte d'Ivoire aux divers moments de son histoire moderne.
Ces documents ont défini le type de société organisée dans le pays, les symboles qui distinguent le pays des autres pays, tels que le drapeau, l'hymne national, la devise ou la monnaie nationale, la forme de l'État (fédéral ou unitaire), le régime politique, le mode de scrutin au niveau national et provincial, et la responsabilité et le fonctionnement de la justice et des institutions.
Le texte constitutionnel actuellement en vigueur en Côte d'Ivoire est la Constitution du 8 novembre 2016 qui fonde la Troisième République, amendée en mars 2020. Elle fut approuvée par le peuple lors d'un référendum en 2016 et modifiée par voie parlementaire en 2020.

## La constitution de 1959
L'histoire constitutionnelle de la Côte d'Ivoire commence en 1959, avec une première constitution ivoirienne adoptée le 26 mars 1959. Elle érige la Côte d'Ivoire en république autonome et fut utilisée jusqu'à l'accession du pays à l'indépendance le 7 août 1960.

## La constitution de 1960
Après l'indépendance, il fallut créer une 2e constitution qui institua le 3 novembre 1960 la Première République. Cette constitution a été révisée plusieurs fois.
En 1999, un putsch militaire permet la mise en place d'un gouvernement de comité national de salut public avec Robert Guéï.

## La constitution de 2000
Cette constitution est la troisième constitution adoptée par la Côte d'Ivoire et a instauré la Deuxième République. Elle a été approuvée par le peuple lors d'un référendum le 23 juillet 2000 selon une procédure démocratique (plus de 50 % du corps électoral et 86 % des suffrages exprimés) et a été promulguée le 1er août suivant. Tout en accordant au Premier ministre le titre de chef du gouvernement (elle lui fixe la mission d'animer et de coordonner l'action gouvernementale), elle donne la réalité du pouvoir au président de la République, même si les pouvoirs du président sont plus limités, ainsi que la durée avec notamment une limite temporelle à l'exercice du pouvoir (2 mandats de cinq ans maximum).
Cette constitution est marquée par une volonté de promouvoir un régime fondé sur plus de démocratie politique et de transparence dans la gestion de la chose publique : elle prévoit la création d'une Commission électorale indépendante, l'impression d'un bulletin unique lors des élections, l'abaissement de l'âge électoral de 21 à 18 ans, la suppression du Sénat (prévue par l'ex-président Henri Konan Bédié) et donc l'institution d'un Parlement monocaméral, ainsi que l'abolition de la peine de mort en Côte d'Ivoire. Elle est également marquée par l'ajout de barrières contre la corruption et assure une meilleure transparence des revenus et du patrimoine du président et, par voie de conséquence, elle lutte contre la corruption et les détournements des deniers publics, fléaux du continent africain.

## La Constitution de 2016
La Côte d’Ivoire a connu une décennie de crise, marquée par une partition entre le nord, aux mains de la rébellion, et le sud, contrôlé par le camp de Laurent Gbagbo. Cette période d’instabilité a été couronnée par une élection présidentielle en octobre 2010 avec face à face le président sortant Laurent Gbagbo  et son principal challenger Alassane Ouattara au 2e tour en novembre de la même année. Le Conseil constitutionnel d'alors a donné vainqueur le président sortant après que, forclose, le président de la CEI avait annoncé au golf hôtel, QG de Ouattara Dramane Alassane, que ce dernier était élu. Ladite communauté internationale a tôt brandit les résultats proclamés au golf hôtel, sans toute forme de vérification, bafouant le droit et le processus électoral ivoirien pour s'ingérer dans les affaires internes d'un pays indépendant. Pendant la campagne, les deux leaders politiques ivoiriens avaient promis des réformes institutionnelles pour plus de stabilité. Une année après sa réélection, Alassane Ouattara demande la création d'un comité d'experts. 
Un projet de Constitution est élaboré au bout de quatre mois de travaux à huis clos. Il est ensuite remis à Alassane Ouattara qui l'a présenté à l'Assemblée Nationale, puis adopté le 11 octobre 2016.  La volonté de l’actuel Chef de l'État est de garantir la stabilité, la paix et la cohésion sociale pour mieux amorcer le développement. Le projet de Constitution modifie notamment les conditions d’éligibilité à la présidence de la République, puisqu’il prévoit que le candidat doit être exclusivement de nationalité ivoirienne, né de père ou de mère ivoirien d’origine.  La création d’un poste de vice-président, élu en même temps que le président, est prévu. En cas de vacance du pouvoir, c’est lui qui garantira la stabilité et la continuité du fonctionnement de l’exécutif et le respect du calendrier électoral. Avec ce projet, le Parlement devient bicaméral avec la création d'un Sénat, dont un tiers des membres seront nommés par le chef de l’État. Ce projet de nouvelle Constitution ne prévoit aucun changement quant au nombre de mandats de président limité à deux.  Mais, il supprime la limite d’âge maximale de 75 ans pour être candidat.
Elle fut adoptée par référendum le 30 octobre 2016.

### Amendements de 2020
Le président ivoirien Alassane Ouattara a annoncé le 6 janvier 2020 à Abidjan une réforme de la constitution ivoirienne dans le courant du premier trimestre de l'année 2020.
"Dans le courant du premier trimestre cette année, je proposerai au Parlement des modifications de la Constitution pour la rendre plus cohérente, pour consolider davantage l'État de droit et rapprocher les institutions de nos concitoyens", a déclaré Alassane Ouattara pendant la cérémonie de présentation des vœux du nouvel an au Président.
Il n'a cependant pas donné davantage de précisions sur les modifications constitutionnelles envisagées.
Le 17 mars 2020, la révision constitutionnelle a été adoptée par 246 voix contre 2, les deux chambres ayant été réunies en Congrès. L'opposition a boycotté le vote à l'Assemblée, comme au Sénat, car elle a estimé qu'en raison de l'ampleur des modifications apportées, il s'agissait en fait d'une nouvelle Constitution qui aurait dû être approuvée par référendum, et non d'une simple révision constitutionnelle. Celle-ci concerne effectivement tous les pouvoirs : l'exécutif, le législatif et le judiciaire. Le vice-Président ne sera plus élu en même temps que le chef de l'État, mais nommé par celui-ci avec l'accord du Parlement. En cas d’impossibilité d’organiser des élections parlementaires, le Parlement sortant restera en fonction jusqu’à l’organisation de nouvelles élections. La Cour suprême est supprimée, et le pouvoir judiciaire est représenté par la Cour de cassation, le Conseil d'État et la Cour des comptes.